# Colljovà
Colljovà, o Coll Jovà, és una collada situada a 629,6 m d'altitud situat a cavall dels termes municipals de Castellcir i Monistrol de Calders, del Moianès.
Està situada a l'extrem sud-oest del Serrat del Coll, també al sud-oest del Turó del Coll.

Colljovà, respecte del terme de Castellcir

Hi passa el camí que comunica Monistrol de Calders amb Castellterçol. Més al nord-est de Colljovà hi ha el Coll de Marfà.
A Colljovà hi ha una de les fites termenals entre els termes municipals esmentats.